# Gustav Pressel

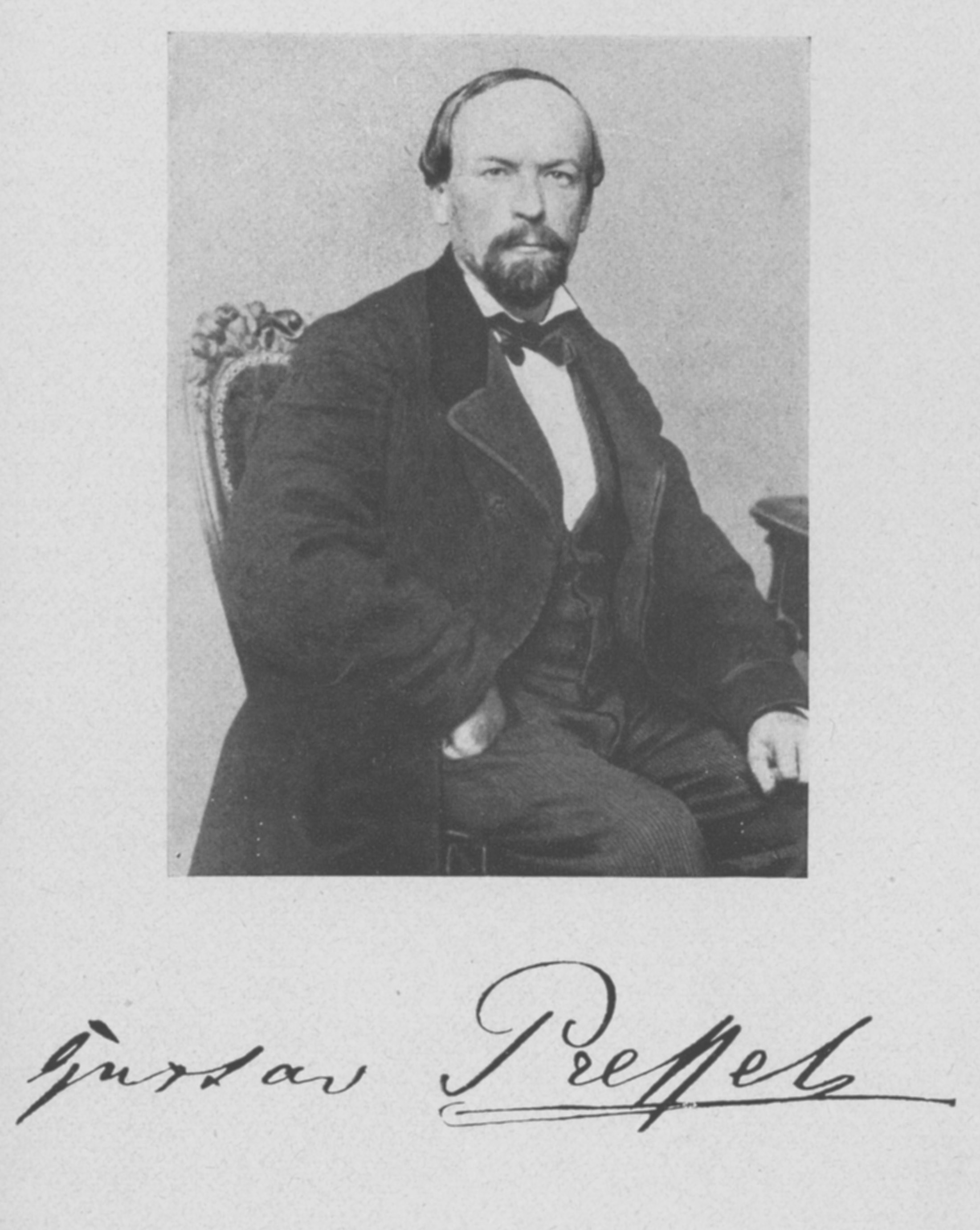
Gustav Pressel

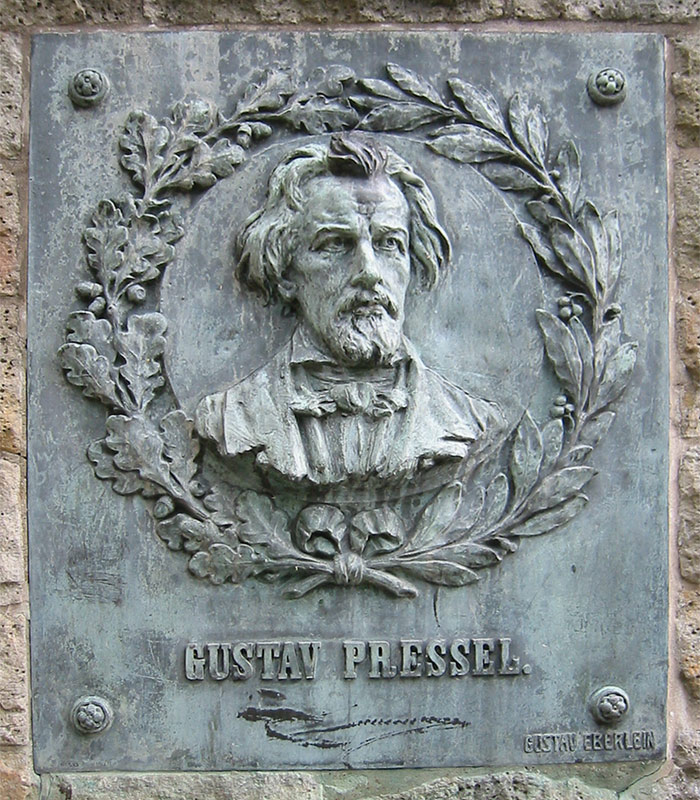
Bronzetafel mit dem Porträt von Gustav Pressel in Hann. Münden, geschaffen von Gustav Eberlein

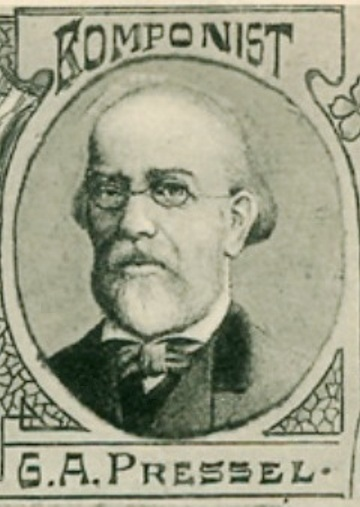
Porträt auf einer Liedpostkarte von 1913

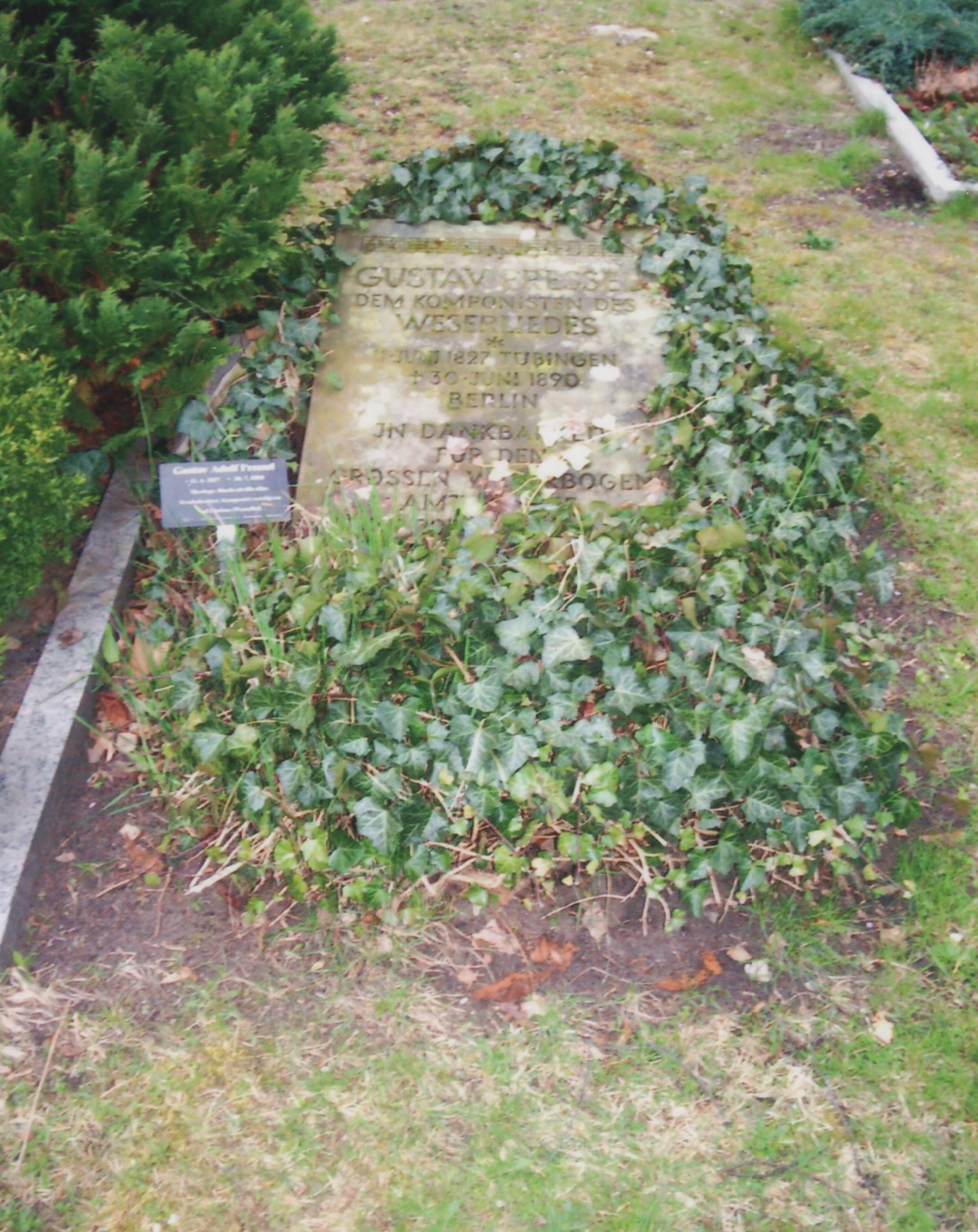
Grabstätte von Gustav Pressel

Gustav Pressel (* 11. Juni 1827 in Tübingen; † 30. Juli 1890 in Berlin) war ein deutscher Komponist. 

## Leben
Seine Eltern waren der Oberhelfer und spätere Dekan Johann Gottfried Pressel und Friederike Elisabeth geb. Jäger. Im Elternhaus pflegte man ein kulturelles Leben mit Kontakten unter anderem zu Eduard Mörike und Wilhelm Waiblinger. Der musikalisch talentierte Gustav Pressel erhielt bereits in Jugendjahren Klavierunterricht und wurde vom Tübinger Universitätsmusikdirektor Friedrich Silcher musikalisch gefördert. Wie seine Brüder studierte er auf Wunsch des Vaters jedoch zunächst in Blaubeuren und Tübingen evangelische Theologie und war prominentes Mitglied der burschenschaftlich geprägten Studentenverbindung „Tübinger Königsgesellschaft Roigel“. Während der Seminarzeit in Blaubeuren von 1841 bis 1845 konnte sich Pressel kaum der Musik widmen, in den Studienjahren in Tübingen von 1845 bis 1849 gab er jedoch bereits musiktheoretische Schriften und Kompositionen heraus. Manche seiner Kompositionen, darunter das Grablied Wenn sich zwei Herzen scheiden nach einem Gedicht von Emanuel Geibel, fanden alsbald Eingang in das Standardrepertoire von Männerchören.
Nach dem ersten theologischen Staatsexamen kam Pressel 1849 als Vikar nach Köngen, wo er jedoch rasch den Unmut des Dekans erregte, indem er sich mehr der Musik als seinen seelsorgerischen Aufgaben widmete. Pressel wechselte noch im Herbst 1849 als Ersatz für seinen in Paris weilenden Bruder Paul Pressel als Hofmeister zum Freiherrn von Holtz nach Nippenburg. Anschließend lebte er im Frühjahr 1850 nochmals bei der inzwischen verwitweten Mutter in Tübingen. Von dort aus bemühte er sich verschiedentlich um Unterstützung für ein Musikstudium in Wien, die ihm nach einigen Misserfolgen im Herbst 1850 schließlich von staatlicher Seite bewilligt wurde.
Im Herbst 1850 begann er in Wien mit dem Studium der Musik, mit Schwerpunkt Kontrapunkt bei Simon Sechter. Anschließend führten seine Wege zunächst nach Weimar, wohin ihn der auf den jungen Komponisten aufmerksam gewordene Franz Liszt eingeladen hatte und wo er in Kontakt mit Hans von Bülow und Joseph Joachim Raff trat. 1852 kam er nach Leipzig, wo er bei Moritz Hauptmann Vorlesungen über Johann Sebastian Bach hörte und die Bekanntschaft mit Anton Rubinstein schloss. Eine abermalige Unterstützung des württembergischen Königs ermöglichte ihm 1858 bis 1860 eine Studienreise nach Italien, wo er seine erste Oper Die St.-Johannis-Nacht komponierte. Nach mehreren erfolgreichen Aufführungen in Stuttgart überwarf sich Pressel mit der Stuttgarter Intendanz, zog seine Oper zurück und nahm nach einem Kuraufenthalt in der Schweiz eine Stelle als Musikdirektor im französischen Montbéliard an. Dort befasste er sich vor allem theoretisch mit der Geschichte der französischen Oper. 1866 kehrte er nach Stuttgart zurück, wo seine zweite Oper Der Schneider von Ulm entstand, die an mehreren württembergischen Orten erfolgreich aufgeführt wurde.
Nachdem sich Pressels Hoffnung auf den Posten des Universitätsmusikdirektors in Tübingen oder auf eine Professur an einer anderen württembergischen Universität nicht erfüllten, wandte er sich 1868 nach Berlin, wo er darauf hoffte, die Leitung der Berliner Symphoniker übernehmen zu können. Doch auch diese Stelle blieb ihm verwehrt, so dass er sich in Steglitz als Klavierlehrer niederließ und die Berlinerin Charlotte Eichelkraut heiratete. In Berlin widmete er sich anfangs vor allem musiktheoretischen Studien, aus denen 1881 ein aufsehenerregendes Werk über Mozarts Requiem resultierte. Außerdem gab er in Berlin etwa vierzig weitere Kompositionen heraus.
Im Laufe der 1880er Jahre zog sich Pressel immer mehr aus der Öffentlichkeit zurück. Mit der Zeit stellten sich materielle Sorgen, Krankheit und eine geistige Erkrankung seiner Frau Charlotte ein. Am 13. August 1888 heiratete er ein zweites Mal, dieses Mal die wesentlich jüngere Emilie Döpke. Doch wie die erste blieb auch die zweite Ehe kinderlos. 1889 erkrankte Pressel schließlich an Zungenkrebs, der erfolglos in Stuttgart und Berlin behandelt wurde und an dem Pressel Ende Juli 1890 nach schwerem Leiden im Alter von 63 Jahren in Berlin verstarb.
Pressel wurde auf dem Friedhof I der Jerusalems- und Neuen Kirche in Berlin beigesetzt. Das Grab ist erhalten.

## Wirken
Pressel hat zwei Opern und zahlreiche Klavierwerke komponiert, davon allein vierzig Lieder während seiner Zeit in Berlin. Wie sein Lehrer Friedrich Silcher entnahm Pressel die Texte für viele seiner Lieder aus der Volkslieddichtung und vertonte diese „mit warm beseeltem Schwung“ und mit „ausdrucksvoller Melodik“. Unter seinen Kompositionen ragen das geistliche Lied Preghiera und die Ballade Barbarossa (1887) heraus, die bereits von Zeitgenossen gerühmt wurden, während in seinen Deutschen Volkbildern (1885) vor allem schwäbische Stilelemente auszumachen sind und auf seine Herkunft verweisen. Pressel ist außerdem auch Komponist des Weserlieds („Hier hab ich so manches liebe Mal …“) nach einem Text von Franz von Dingelstedt, den er 1845 in Weimar vertont hat.
Als Musiktheoretiker hat er sich vor allem um die Mozartforschung verdient gemacht.

## Werke
Opern:

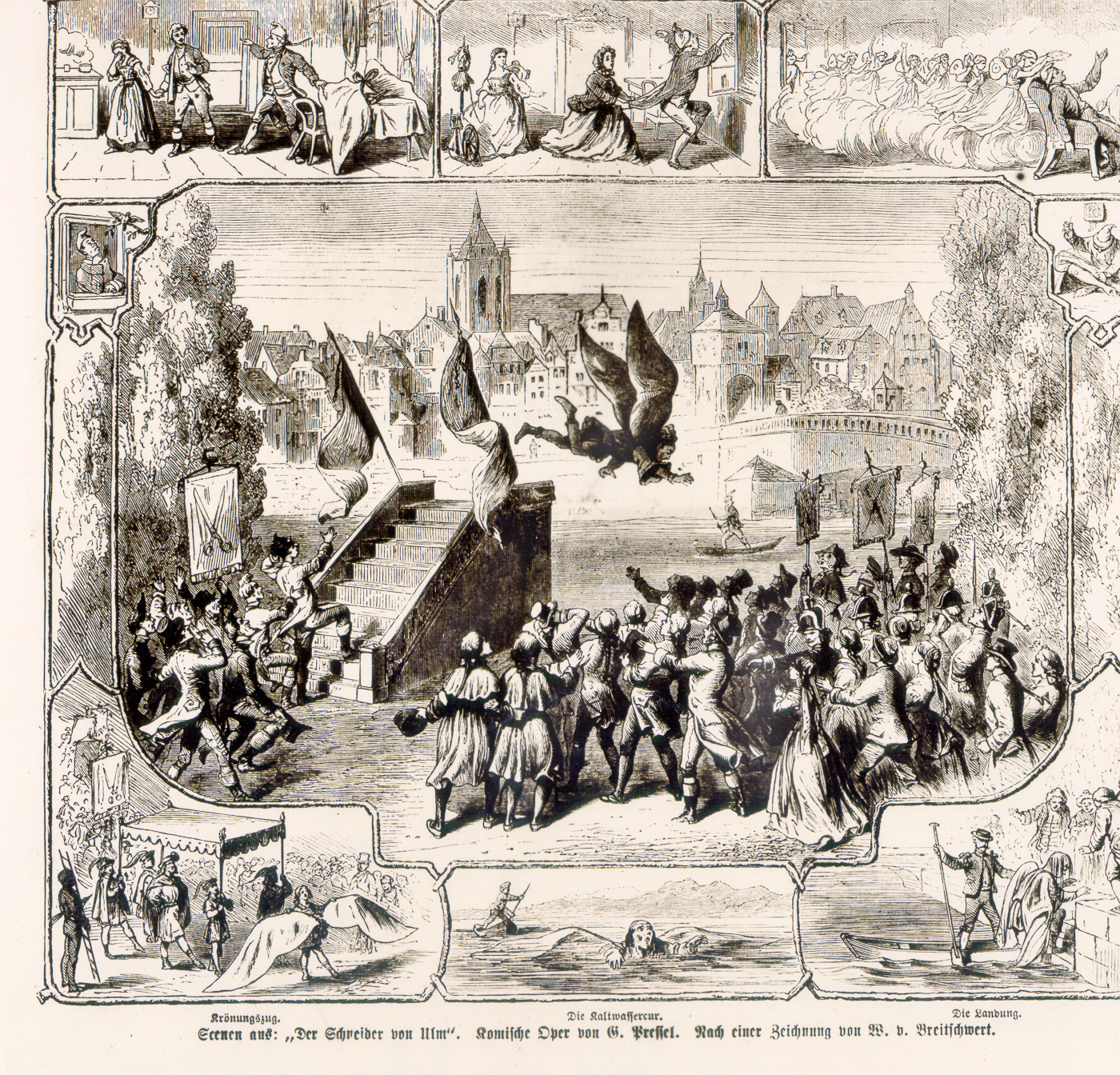
Szenenbilder aus Der Schneider von Ulm

- Die St.-Johannis-Nacht, Uraufführung 1860.
- Der Schneider von Ulm, um 1867.

Vertonungen (Beispiele):
- Barbarossa-Ballade von Emanuel Geibel
- Jung Volker von Eduard Mörike
- Weserlied von Franz von Dingelstedt

## Veröffentlichungen seiner Werke
- Drei Lieder nach Gedichten von Eduard Mörike. Laurentius-Musikverlag, Frankfurt (Main) 2005
- Sieben Lieder für Singstimme und Klavier nach Gedichten von Emanuel Geibel, Eduard Mörike, Ludwig Uhland, Nikolaus Lenau und aus "Des Knaben Wunderhorn". Laurentius-Musikverlag, Frankfurt (Main) 2006